# ブリヂストン・モールトン
ブリヂストン・モールトンは、アレックス・モールトンの第1世代型のデザインを踏襲し、アレックス・モールトンと日本のブリヂストンサイクル株式会社の共同開発による、17インチ小径タイヤを履いたスポーツ自転車。

## 概要
ミニのサスペンション設計者であったアレックス・モールトンは、新しい交通機関としての自転車に注目し、自らモールトン社を興し、1962年に小径ホイールと高圧タイヤを用いたシリーズ1という自転車を発表した。大人気を博した同シリーズの製造権をモールトンは、製造能力に限界のある自社では発展に限界があるとしてラレー社に譲渡する。しかしモールトンとメーカーの思惑の違いは製造権・商標・特許等の問題がこじれる対立に発展し、遂に1974年に製造中止となり、その後のモールトン社は、自社の職人達による超高級自転車AMシリーズにシフトして自転車業界で独自の地位を築いた。
1990年代後半、小径ホイールの自転車に可能性を見ていたブリヂストンサイクル株式会社は、自社製品にプレステージ性を与えるブランドを考えていた。そして各社の自転車を研究していたモールトンは、ブリヂストンサイクルの自転車に興味を持ち、また自社でも超高級自転車とは違った方向性も模索していた。ここで接触の機会を持った両社は1999年にかつてのシリーズ1を現代の技術で改良して蘇らせることで合意し、両者の共同開発で「ブリヂストン・モールトン」が誕生した。
フレームはアルミ製、TIG溶接で組み立てられたフレームは分割型と非分割型がある。詳細は車種の項による。

## 車種

### BSM179
- 販売期間　200?年11月??日-2005年5月31日
- 分割フレーム
- ハンドル　フラットハンドル
- ギア構成　F1×R9
- 主要コンポーネンツ　シマノ アルテグラ(6500シリーズ),105(5500シリーズ)
- 色　グラッシー・グリーン,スーパー・シルバー,ノーブル・ブラック

### BSM179S （BSモールトン・スポーツ）
- 販売期間　200?年11月??日-2005年5月31日
- 非分割フレーム
- ハンドル　ドロップハンドル
- ギア構成　F1×R9
- 色　ピュア・ホワイト,ピュア・レッド

### BSM-R20
(ぶりぢすとん・もーるとん・りみてっど)
- 発売　2005年6月1日-
- 非分割フレーム
- ハンドル　ドロップハンドル
- ギア構成　F2×R10
- 主要コンポーネンツ　シマノ デュラエース(7800シリーズ)
- 色　 シルバー&ブラック(フロントフォークのみ黒)
  - 生産台数20台の限定販売
  - ブレーキキャリパーはアーチサイズ57mmロングアーチ仕様のBR-R600（アルテグラ）。
  - ハードサスペンション標準採用

### BSM-S18
(ぶりぢすとん・もーるとん・でらっくす)
- 発売　2005年6月1日-
- 分割フレーム
- ハンドル　フラットハンドル
- ギア構成　F2×R9
- 主要コンポーネンツ　シマノ Capreo
- 色　グラッシ－・グリーン,クール・グレー,クレセント・ゴールド

### BSM-R9
(ぶりぢすとん・もーるとん・すたんだーど)
- 発売　2005年6月1日-
- 非分割フレーム
- ハンドル　フラットハンドル
- ギア構成　F1×R9
- 主要コンポーネンツ　シマノ capreo
- 色　オールド・グリーン,スモーキー・ブルー,バニラ・ホワイト

### BSM-R2S
- 発売　2006年?月?日-
- 非分割フレーム
- ハンドル　ドロップハンドル
- ギア構成　F2×R10
- 主要コンポーネンツ　シマノ デュラエース（7800シリーズ）、アルテグラ（6600シリーズ）、105(5600シリーズ）
- 色　シルバー&ブラック(フロントフォークのみ黒),コスミックターコイズ
- ブレーキキャリパーはアーチサイズ57mmロングアーチ仕様のBR-R600（アルテグラ）。

### BSM-SF
Frame Kit　取り扱いはブリヂストンが認定した「ブリヂストン・モールトン フラッグシップショップ」限定。
- 発売　2006年?月?日-
- 分割フレーム
- セット内容
  - フレーム(リアエンド幅130mm,シートピラー径27.2mm)
  - 前後ホイール（シマノ アルテグラ6600シリーズ）
  - リアキャリア
  - マッドガード(色はフレームと同色)
  - アーレンキーセット(六角レンチ2本)
  - リア・リフレクター
  - スタンドアッシー
- 色　31色の指定色から選択

### BSM-RF
Frame Kit　取り扱いはブリヂストンが認定した「ブリヂストン・モールトン フラッグシップショップ」限定。
- 発売　2006年?月?日-
- 非分割フレーム
- セット内容
  - フレーム(リアエンド幅130mm,シートピラー径27.2mm)
  - 前後ホイール（シマノ アルテグラ6600シリーズ）
  - リアキャリア
  - マッドガード(色はフレームと同色)
  - アーレンキーセット(六角レンチ2本)
  - リア・リフレクター
  - スタンドアッシー
- 色　31色の指定色から選択

## 車種間の相違点
2005年6月1日-発売の車種と初期型との相違点。
- ブリヂストン純正フロントディレーラーマウント取り付け用ネジ穴がフレームに設けられた。
- リアスイングアームにセンタースタンド台座が設けられた。初期型にスタンド台座はない。
- capreoリアハブの採用に併せ、リアエンド幅が135mmとなった。ただし、Frame Kitや一部の車種を除く。初期型は130mm。
- シートポスト外径が一般的な自転車同様27.2mmとなった。初期型は28.6mm。
- リアブレーキ取付台座に前上りの角度がついた。初期型はスウィングアーム上面に平行。
- リアフェンダー前部が延長された。初期型はリアブレーキ取付台座まで。

## ブリヂストン純正オプションパーツ
- フロントキャリア(BSM F180100)
- 大型リヤキャリア(BSM-L F140100)
- 布製フロントバッグ(FB-BSM A302700)
- 革製フロントバッグ(FB-BSMS1 A302701)
- 布製リヤバッグ(RB-BSM A314700)
- 布製大型リヤバッグ(RB-BSML A314702)
- 革製リヤバッグ(RB-BSMS1 A314701)
- 布製リヤキャリアバッグ(RB-BSMC A314703) − BSM-R9専用小物入れ袋
- キャリングバッグ(CB-BSM A368700) − 分割式BSM専用輪行袋
- ハンドルステム(アヘッドタイプ)(1120463 UI5M10)
- ハンドルステム(ノーマルタイプ)(1120465 65BM9)[限定品]
- リヤクッション(ハード)(F891482 BM-HRC)
- フロントサスハードキット(F891489 BSM-FCH)
- ワイヤージョイント(2ボルト止め)(F891483 BSMBR2)
- スプリングセット(F891485 BSM-SP)
- Fディレーラーマウント(F419002 BM-FDB)
- シムセット(F891484 BSM-SM) − フロントサスペンション,ピボットの隙間調整に用いる。

## サードパーティー製オプションパーツ,サービス
各自転車店が販売しているオプションパーツを列挙する。取扱店によってパーツの呼称は異なることもあるが、同一目的のパーツはまとめて記す。輸入品の場合は取扱店を記す。複数店から販売されている場合の店名は50音順。
パーツによっては店頭での取り付けを販売条件にしているモノもある。また改造サービスについても終了している可能性もあり、購入の際には事前問い合わせを勧める。
フロント2段(ダブル)化改造
初期型BSMにブリヂストン純正オプションパーツ"Fディレーラーマウント(F419002 BM-FDB)"を使用してフロント2段(ダブル)化する改造。フロントフレームにネジ穴開け加工を施す。
取扱店　　Moku2+4,和田サイクル
フロント・ディレーラーマウント
初期型BSMをフロント2段(ダブル)化する際に用いる。
現在、初期型BSMをフロント2段(ダブル)化する場合、このフロント・ディレーラーマウントを利用する方法と、前記の「フロント2段(ダブル)化改造」を利用する方法がある。
取扱店　　IKD,サイクランド コーフー,スポーツバイシクル サカイ
Wレバー台座
変速レバーにWレバーを使用する場合に用いる。
取扱店によって、取り付けられるWレバーが1つのモノと2つモノがある。
Wレバーとベルが取り付けられるタイプもある。
取扱店　　サイクルショップ flame,寺田商会
ショートリーチアダプター
BSMにショートリーチのキャリパーブレーキを取り付けるためのアダプター。
取扱店　　Moku2+4
シートクランプ
取扱店　　IKD
ワイヤージョイント
純正ワイヤージョイントより軽量。
取扱店　　IKD,ベロワークス
マッドガード
カーボン製やアルミポリッシュなどがある。
取扱店　　サイクランド コーフー,寺田商会
17インチタイヤ
発売元　　IRC
デイキャリア
ステンレス製
取扱店　　サイクランド コーフー
大型リヤキャリア
取扱店　　IKD
リキセンカウルアタッチメント
取扱店　　寺田商会
ピボットボルト
純正品より遊びの少ない構造。
取扱店　　サイクランド コーフー
シフトケーブル・アウターカップ
リヤスイングアーム上のシフトケーブルのインナーワイヤーを露出させるために使用する。
取扱店　　サイクランド コーフー,サイクルショップ flame